# Salvatore Aronica
Salvatore Aronica (ur. 20 stycznia 1978 w Palermo) – włoski piłkarz występujący na pozycji obrońcy.

## Kariera
Salvatore karierę rozpoczynał w AS Bagherii. W 1996 trafił do czołowego zespołu Serie A – Juventusu. Rozegrał tu jednak tylko 1 mecz. W zespole z Turynu spędził 2 lata, następnie został wypożyczony najpierw do Regginy Calcio, a potem do Crotone. Z tym drugim zespołem, w 1999 związał się na stałe, aż do 2002. Od tego czasu reprezentował barwy Ascoli. Po sezonie przeniósł się do Messiny, w której grał przez 3 sezony. Kolejne 3 lata spędził w Regginie, do której był wcześniej wypożyczony. Następnie występował w SSC Napoli, US Palermo oraz Regginie. W 2015 roku zakończył karierę.